# HNK Grude
HNK Grude je hrvatski nogometni klub iz Gruda, BiH. Trenutačno se natječe u Drugoj ligi Federacije Bosne i Hercegovine – Jug. Do 1999. godine klub je nosio ime HNK Bekija.

## Povijest
1959. godine u Grudama je osnovan Nogometni klub Bekija na inicijativu članova Omladinskog sportskog društva Bekija – klub koji je kroz svoj rad dao hrvatskom nogometu trenera Zdravka Jurčića Miša, igrača i trenera Krunoslava Jurčića, Gorana Marića, Vladimira Ćutuka i mnoge druge. Prvi predsjednik bio je Drago Herenda, potpredsjednik Jozo Zorić Ikentić, blagajnik Viktor Pešorda, a tajnik kluba bio je Dominik Andrijanić koji je osim te uloge bio i tehnički direktor i trener. Počecima Bekije pomogli su i članovi Stjepan Mikulić, Vladimir Ćorluka, Srećko Vlašić, Rafael Jurčić (Krunin otac), Dragoljub Bošković, Mile Perić, Stojan Lukenda i brojni drugi. Na početku igralište je bilo na Aršanovu brigu, a kasnije u Sovićima. Prva odigrana utakmica bila je protiv Mladosti (danas NK Široki Brijeg), 1959. godine. 
Natjecali su se na podsaveznoj razini, a igrali su utakmice na Širokom Brijegu, u Posušju, Tomislavgradu, Ljubuškom, Mostaru, Konjicu, Jablanici, Nevesinju, Trebinju, Bileći, Stocu, Gacku, Gabeli, Opuzenu, Pločama, Dubrovniku...
Nakon 40 godina, poslije javne rasprave i glasovanja u hotelu "Grude" ujesen 1999., Bekija mijenja dosadašnje i dobiva novo ime: Hrvatski nogometni klub (HNK) Grude, te počinje ostvarivati bolje rezultate. Tada je prof. Marin Ćorluka preuzeo trenersku poziciju, a Grude ulaze u Prvu ligu Federacije BiH i osvajaju prvi naslov prvaka 2000./01. godine. Nakon toga uslijedilo je natjecanje u Premijer ligi BiH u kojoj su igrali samo jednu godinu. Nakon toga ispadaju iz Prve, te čak i iz Druge lige u sezoni 2008./09. 
HNK Grude trenutačno igraju u Drugoj ligi Federacije. 

### 50 godina i utakmica protiv Dinama
Pri obilježavanju 50 godina postojanja HNK Grude, u rujnu 2009. godine odigrana je prijateljska utakmica protiv zagrebačkog Dinama na sadašnjem stadionu Elić Luka. Pred 2000 gledatelja Zagrepčani su slavili s 3:1.

## Pregled plasmana po sezonama
| Sezona    | Rang | Liga                  | Plasman | Izvori |
| --------- | ---- | --------------------- | ------- | ------ |
| 2016./17. | III. | Druga liga FBiH – Jug | 10.     | [ 1 ]  |
| 2017./18. | III. | Druga liga FBiH – Jug | 7.      | [ 2 ]  |
| 2018./19. | III. | Druga liga FBiH – Jug | 12.     | [ 3 ]  |
| 2019./20. | III. | Druga liga FBiH – Jug | 13.     | [ 4 ]  |
| 2020./21. | III. | Druga liga FBiH – Jug | 5.      | [ 5 ]  |
| 2021./22. | III. | Druga liga FBiH – Jug | 9.      | [ 6 ]  |
| 2022./23. | III. | Druga liga FBiH – Jug | 12.     | [ 7 ]  |
| 2023./24. | III. | Druga liga FBiH – Jug | 15.     | [ 8 ]  |
| 2024./25. | III. | Druga liga FBiH – Jug | –       |        |

## Nastupi u Kupu BiH
2001./02.
- šesnaestina finala: HNK Stolac – HNK Grude 2:3, 1:2
- osmina finala: NK Posušje – HNK Grude 0:1, 0:0
- četvrtina finala: FK Leotar Trebinje – HNK Grude 5:0, 0:0

2002./03.
- šesnaestina finala: HNK Grude – FK Leotar Trebinje (I) 1:0, 1:3

2013./14.
- šesnaestina finala: FK Sloga Doboj (II) – HNK Grude 0:0 (3:4 p)[12]
- osmina finala: FK Olimpic Sarajevo (I) – HNK Grude 2:0, 1:0

2017./18.
- šesnaestina finala: HNK Grude – FK Krupa (I) 0:4

## Poznati bivši igrači i treneri
- Krunoslav Jurčić
- Goran Marić
- Josip Ćutuk
- Mirko Marić
- Stjepan Andrijašević[14]
- Marin Ćorluka